# Loe de Jong

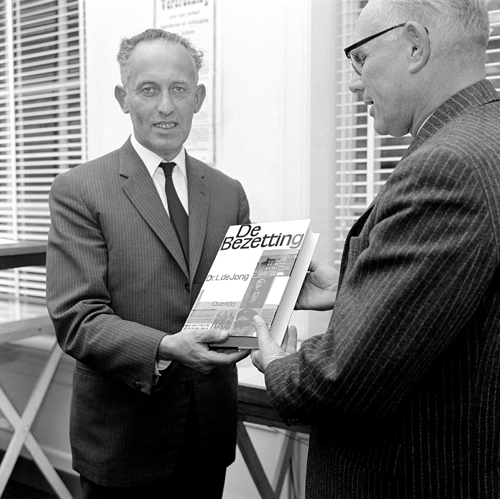
Loe de Jong (1966)

Louis de Jong (* 24. April 1914 in Amsterdam; † 15. März 2005 ebenda) war einer der bekanntesten niederländischen Historiker und Journalisten.
Loe (ausgesprochen: Lu [lu]) de Jong ist vor allem bekannt geworden durch sein vierzehnteiliges Werk Het Koninkrijk der Nederlanden in de Tweede Wereldoorlog („Das Königreich der Niederlande im Zweiten Weltkrieg“), das bis auf den letzten Band von ihm allein verfasst wurde und als Standardwerk über die Zeit des Zweiten Weltkrieges in den Niederlanden und Niederländisch-Indien, dem heutigen Indonesien, gilt.

## Leben
Loe de Jong wurde in eine jüdische Familie geboren, sein Vater betrieb ein Lebensmittelgeschäft. Von 1926 bis 1932 besuchte er das Vossius Gymnasium seiner Heimatstadt. Dort beeindruckte und beeinflusste ihn sein junger Geschichtslehrer Jacques Presser. Von 1932 bis 1937 studierte De Jong Geschichte und im Nebenfach Sozialgeographie an der Universität von Amsterdam. Von 1938 bis 1940 arbeitete er als Journalist und Auslandsredakteur für das linksorientierte Wochenblatt De Groene Amsterdammer (Der grüne Amsterdamer).

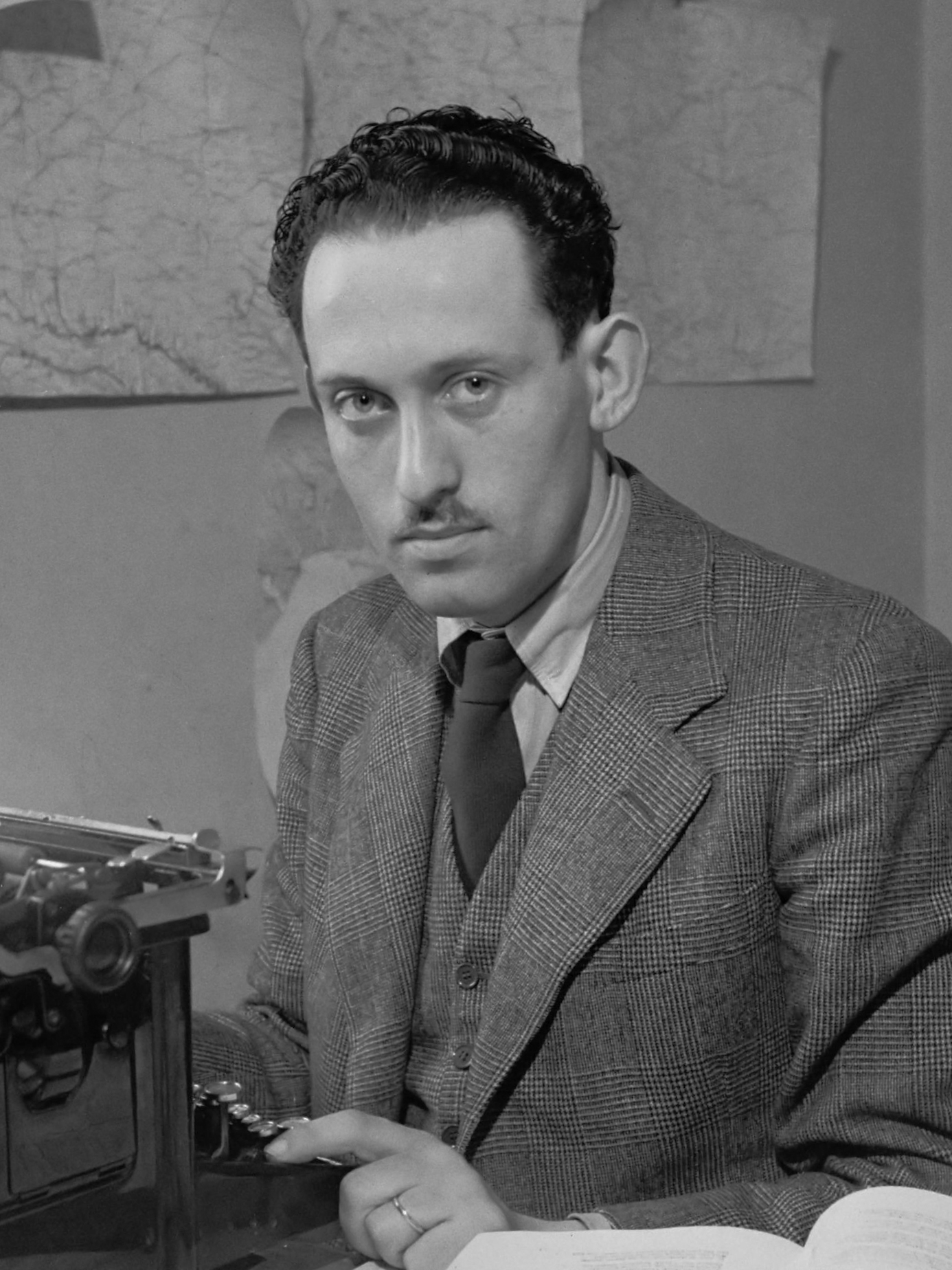
Loe de Jong (1942)

Nach dem deutschen Überfall auf die Niederlande am 10. Mai 1940 wurde ihm bewusst, dass er als Jude und als linksorientierter Journalist in großer Gefahr war. Er plante unverzüglich die Flucht ins sichere Ausland, die ihm wenige Tage später, am 15. Mai 1940, dem Tag der Kapitulation der Niederlande, mit seiner Frau nach London gelang. Dort wurde er sowohl Berichterstatter als auch Direktor von Radio Oranje, dem Radiosender des niederländischen Verzet („Widerstandes“), der von Großbritannien aus ins besetzte Vaterland sendete.
Durch die nationalsozialistische Verfolgung im Zweiten Weltkrieg verlor De Jong viele Familienmitglieder, darunter seine Eltern, seinen Zwillingsbruder Sally und seine Tante, die Kommunalpolitikerin und Gewerkschafterin Alida de Jong. Dieser tragische Verlust wie auch die Judenverfolgung im Allgemeinen prägte den Rest seines Lebens. Er fühlte sich schuldig, den Krieg überlebt zu haben.
1944 konnte er Minister Gerrit Bolkestein vom Ministerium für Unterricht, Kultur und Wissenschaft dazu bewegen, nach dem Krieg ein Reichsinstitut zu gründen, das sich mit der Chronologie und dem Sammeln von Augenzeugenberichten während des Zweiten Weltkrieges in den Niederlanden beschäftigen sollte.
So wurde am 15. September 1945 das Rijksinstituut voor Oorlogsdocumentatie (RIOD, Reichsinstitut für Kriegsdokumentation), das heutige Nederlands Instituut voor Oorlogsdocumentatie (NIOD, Niederländisches Institut für Kriegsdokumentation), gegründet und Loe de Jong als Direktor die Leitung des Institutes anvertraut. Diese Position hatte er bis zu seiner Pensionierung im Jahre 1979 inne. Nach seiner Pensionierung beschäftigte sich De Jong mit der Vollendung seines Werkes über die Kriegszeit in den Niederlanden.
Von 1960 bis 1965 präsentierte er im niederländischen Fernsehen die Dokumentationsreihe De Bezetting (Die Okkupation), die er auch moderierte. Da die Ereignisse der Jahre 1940 bis 1945 in der Zeit des Wiederaufbaus verdrängt worden waren, gerieten sie durch die Fernsehserie wieder in die öffentliche Diskussion.
Sein großes Werk über den Zweiten Weltkrieg wurde nicht unwidersprochen hingenommen. Ein Punkt der Kritik war, dass sich De Jong zu viel von den subjektiven Begriffen „gut“ und „böse“ hätte leiten lassen. Dies führte einerseits dazu, dass er die Rolle niederländischer Widerstandskämpfer verklärte, andererseits jedoch der Rolle niederländischer Kollaborateure wenig Beachtung schenkte. Auch seine Beschreibungen der Kriegsgeschehnisse in Niederländisch-Indien entfachten Kritik.

## Würdigung
In der Berliner Ausstellung Verbrechen und Aufklärung. Die erste Generation der Holocaustforschung, die von der Gedenk- und Bildungsstätte Haus der Wannsee-Konferenz und vom Touro College Berlin erarbeitet wurde und im Januar / Februar 2019 im Haus am Werderschen Markt gezeigt wird, wird Loe de Jong als einer von 20 Pionieren der Holocaustforschung vorgestellt.

## Schriften
- Die Deutsche Fünfte Kolonne im Zweiten Weltkrieg. Deutsche Verlags-Anstalt, Stuttgart 1959 (deutsche Übersetzung seiner Doktorarbeit De Duitse Vijfde Colonne in de Tweede Wereldoorlog, 1953 (online)).
- Het Koninkrijk der Nederlanden in de Tweede Wereldoorlog, 14 Bände. SDU-Verlag, Den Haag 1969–1991 (online).
- De Bezetting. drei Bände, SDU-Verlag, Den Haag 1990, ISBN 90-12-06335-3, ISBN 90-12-06336-1 und ISBN 90-12-06337-X.
- Heeft Fewlix Kersten het Nederlandse volk gered ? (1972). Deutsche Übersetzung 1974: Felix Kersten und die Niederlande. In:  Hans-Heinrich Wilhelm, Louis de Jong: Zwei Legenden aus dem Dritten Reich. Quellenkritische Studien. Deutsche Verlags-Anstalt, 1974 (= Schriftenreihe der Vierteljahrshefte für Zeitgeschichte, Bd. 28), S. 77–138, ISBN 3-421-01680-1.[5]